# Ободовский, Василий Григорьевич
Василий Григорьевич Ободовский (1920—1944) — старший сержант Рабоче-крестьянской Красной Армии, участник Великой Отечественной войны, Герой Советского Союза (1945).

## Биография
Василий Ободовский родился в 1920 году на хуторе Болгов (ныне — Усть-Лабинский район Краснодарского края). Окончил семь классов школы и водительские курсы. В 1941 году Ободовский был призван на службу в Рабоче-крестьянскую Красную Армию. С того же года — на фронтах Великой Отечественной войны.
К ноябрю 1944 года старший сержант Василий Ободовский командовал взводом 703-го стрелкового полка, 233-й стрелковой дивизии, 75-го стрелкового корпуса, 57-й армии, 3-го Украинского фронта. Отличился во время освобождения Югославии. 9 ноября 1944 года взвод Ободовского одним из первых переправился через Дунай в районе населённого пункта Батина в 22 километрах к северо-западу от города Сомбор и захватил плацдарм на его берегу. В боях за его удержание Ободовский погиб. Похоронен в Батине.
Указом Президиума Верховного Совета СССР от 24 марта 1945 года старший сержант Василий Ободовский посмертно был удостоен высокого звания Героя Советского Союза. Также был награждён орденом Ленина и медалью.
В честь Ободовского названа улица в Усть-Лабинске.